# Guadalaviar
Guadalaviar is een gemeente in de Spaanse provincie Teruel in de regio Aragón met een oppervlakte van 28,08 km². Guadalaviar telt 245 inwoners (1 januari 2016).

## Demografische ontwikkeling
Bron: INE, 1857-2011: volkstellingen